# Хана Шнеєрсон
Хана Шнеєрсон (івр. חנה שניאורסון 12 січня 1880, Миколаїв, Миколаївська губернія, Російська імперія — 12 вересня 1964, Бруклін, Нью-Йорк, США) — ребецн, дружина головного рабина Катеринослава Леві Іцхака Шнеєрсона, мати Сьомого Любавічеського Ребе Менахем-Мендл Шнеєрсона.

## Біографія
Народилася 12 січня 1880 року (28 Тевета 5640 роки) в родині рабина Миколаєва Меїра-Шломо Яновського і його дружини Рахель, дочки Іцхака Пушніча, рабина міста Добринка. Отримала єврейську освіту від батька, а також від прадіда, рабина Авраама Давида Лавут. У Хани було дві молодші сестри Гіттель і Еттель, а також молодший брат Ісраель-Лейб, який помер в дитинстві.

### Шлюб
У 1900 (5660) році стала дружиною Леві Іцхака Шнеєрсона, праправнука по батьківській лінії Третього Любавічеського Ребе Менахем-Мендл (Цемах Цедек). Цей союз був організований П'ятим Любавічеського Ребе Шолом-Дов-Бером. У шлюбі народила троє синів: Менахем-Мендл (майбутній Сьомий Любавічеського Ребе); Дов-Бер (убитий нацистами під час Другої світової війни в Ігрені, тепер східній частині Дніпра; Ісраель-Ар'є-Лейб був математиком і помер в 1952 році, похований в Цфате в Ізраїлі.

### Роки в Катеринославі
У 1907 (5667) році подружжя переїхало до Катеринослава (нині Дніпро). У 1909 році Реб Леві Іцхак став рабином Катеринослава і навіть був рабином України (до 1939 року). Ребецн Хана допомагала чоловікові, який був лідером євреїв міста. Будинок подружжя став епіцентром єврейського життя Катеринослава. Хана давала євреям поради з особистих, наукових і духовним питань, організовувала на дому зустрічі з єврейками, на яких обговорювалися різні питання. У 1926 (5687) році Хана вирушила в Ленінград до Шостого Любавічеського Ребе Йосефа Іцхок Шнеєрсона, щоб обговорити одруження її старшого сина Менахем-Мендл і середньої дочки Ребе Хаї-Мушки. У 1927 (5688) році старший син Менахем-Мендл попрощався з батьками і покинув Катеринослав, щоб стати учнем свого майбутнього тестя Шостого Любавічеського Ребе Йосефа Іцхока Шнеєрсона, який проживав тоді в Ризі. З батьком Менахем-Мендл вже більше не побачиться. З матір'ю Ханою він зустрінеться через 20 років в Парижі. Взимку 1928 (5689) року Менахем-Мендл одружився з середньою дочкою Шостого Ребе Хае-Мушкою Шнеєрсон (1901—1988). Весілля зіграли в Варшаві, однак Леві Іцхак і Хана не змогли бути присутніми на ній через тиск радянської влади. Вони влаштовують фарбренген (застілля) у себе в будинку в Дніпропетровську.

### Роки у вигнанні в Казахстані
У 1939 (5699) році рабин Леві Іцхак Шнеєрсон був звинувачений в антирадянській діяльності, а через рік засланий в Казахстан в селище Чіілі на 5 років. Хана поїхала за чоловіком, щоб розділити всі тяготи і злигодні. У Чіілі подружжя страждали від голоду і обмежень в пересуванні. У 1944 (5704) термін Леві Іцхака завершився і подружжя отримало дозвіл переселитися в Алма-Ату. Однак в тому ж році (20 Ава 5704 роки) рабин Леві Іцхак помер.

### Від'їзд з СРСР
У 1947 (5707) році ребецн Хана Шнеєрсон залишає СРСР, забравши з собою рукописи чоловіка. Довірені особи таємно переправляють її в Польщу, а потім в Німеччину. Після цього ребецн Хана нарешті прибуває в Париж і возз'єднується з сином Менахем-Мендл.